# Hitzhusen
Hitzhusen est une commune allemande du Schleswig-Holstein, située dans l'arrondissement de Segeberg (Kreis Segeberg), immédiatement à l'ouest de la ville de Bad Bramstedt. Hitzhusen fait partie de l'Amt Bad Bramstedt-Land (« Bad Bramstedt-campagne ») qui regroupe 14 communes entourant Bad Bramstedt.

## Personnalités liées à la ville
- Hinrich Wrage (1843-1912), peintre né à Hitzhusen.